# Neoserica picea
Neoserica picea är en skalbaggsart som beskrevs av Nonfried 1891. Neoserica picea ingår i släktet Neoserica och familjen Melolonthidae. Inga underarter finns listade i Catalogue of Life.